# MTV Video Music Awards/Best Overall Performance
Der MTV Video Music Award for Best Overall Performance wurde von 1984 bis 1987 vergeben.

## Übersicht
| Award | Jahr | Preisträger                    | für das Video         | Nominierungen |
| ----- | ---- | ------------------------------ | --------------------- | --- |
| 1.    | 1984 | Michael Jackson                | Thriller              | - David Bowie – China Girl - Cyndi Lauper – Girls Just Want to Have Fun - The Police – Every Breath You Take - Van Halen – Jump                                      |
| 2.    | 1985 | Philip Bailey und Phil Collins | Easy Lover            | - Eurythmics – Would I Lie to You? - David Lee Roth – Just a Gigolo/I Ain’t Got Nobody - Bruce Springsteen – Dancing in the Dark - USA for Africa – We Are the World |
| 3.    | 1986 | David Bowie and Mick Jagger    | Dancing in the Street | - Dire Straits – Money for Nothing - Robert Palmer – Addicted to Love - Bruce Springsteen – Glory Days - Sting – If You Love Somebody Set Them Free                  |
| 4.    | 1987 | Peter Gabriel                  | Sledgehammer          | - Janet Jackson – Nasty - Madonna – Papa Don't Preach - Run-D.M.C. – Walk This Way - U2 – With or Without You                                                        |